# 蔡德芳
蔡德芳（1824年12月26日—1899年4月25日），字英其，號香鄰，乳名齊沙，台灣彰化鹿港人，原籍泉州晉江十四都塘東村。清朝政治人物、教育家，通《易經》，擅書法。

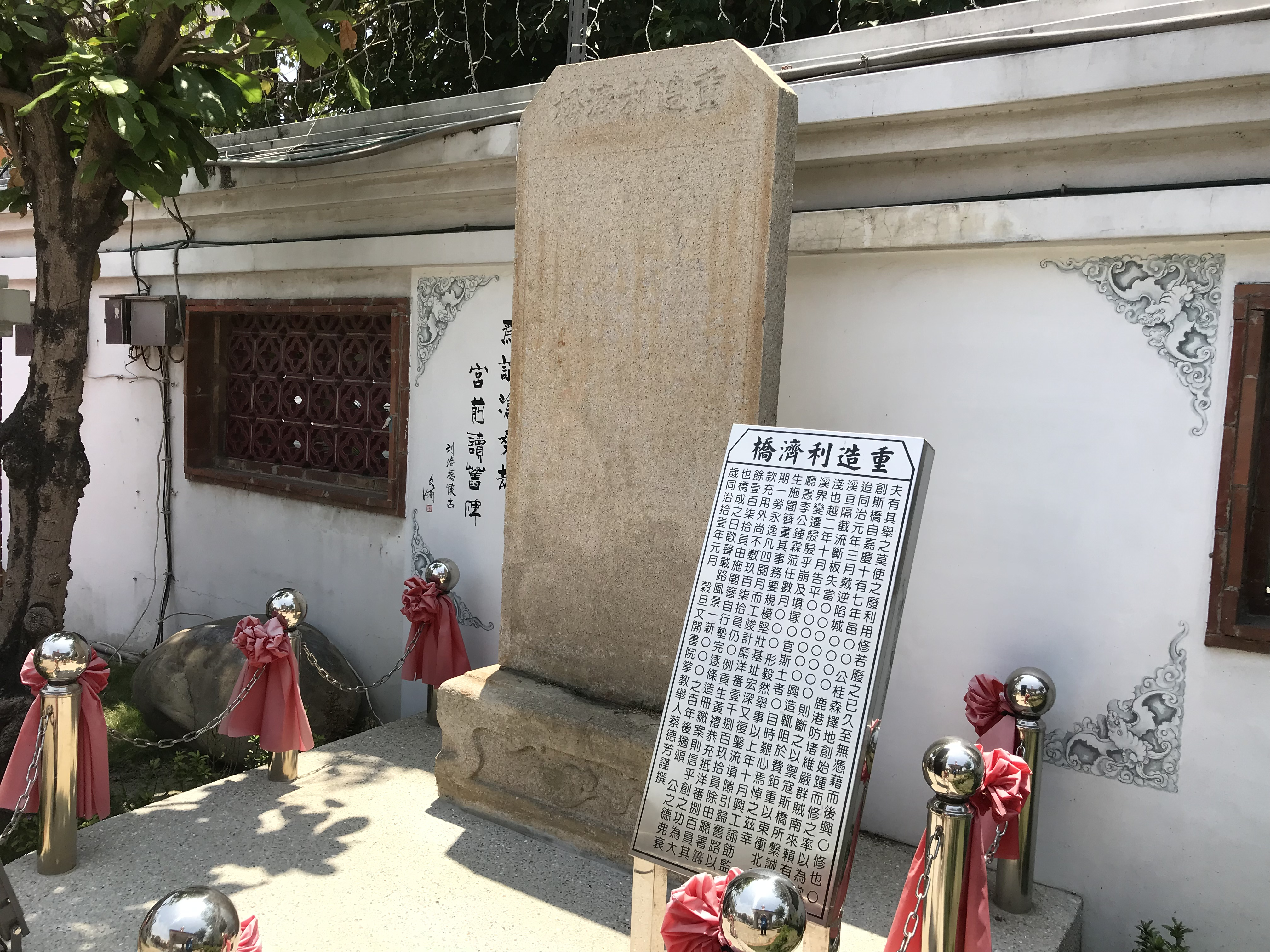
文開書院山長蔡德芳寫的重造利濟橋碑。

## 家族
父親蔡文波（1788－1848），人稱晴軒先生，原籍福建省泉州府晉江金井塘東，道光十六年（1836年）帶兒子蔡德芳過台灣，在彰化鹿港教書。
母王氏滿娘，蔡德芳是他的二子。其妻林寶娘是鹿港林日茂郊商之後人，繼室鄭合娘，育有4子5女。子蔡穀元拔貢、蔡穀仁秀才。蔡德芳的孫子為蔡實海，曾孫為蔡繼琨。

## 生平
道光季年，彰化縣知縣高鴻飛聘請廖春波主講白沙書院，教授詩文及古文。一時彰化文風大盛，許多仕紳爭相吟詠。而蔡德芳的詩文與曾惟精、陳肇興、陳捷魁、廖景瀛等人尤為傑出。咸豐九年（1859年）舉人。同治元年（1862年），戴潮春事件爆發，蔡德芳與貢生蔡廷元、富戶陳慶昌以及各郊商召集施、黃、許姓之族長等人，誓命報國，練兵防禦。

### 鹿港聯庄戰役

#### 第一次戰役
同治元年（1862年）三月二十一日，天地會據彰化縣城，意欲會談，暫時不強攻鹿港。天地會黨人黃丕建於是派遣黃清溪向鹿港黃家送信，表示願意保衛鹿港，信中還提到：「久仰鹿港諸紳大名，希望能夠跟各位會面」云云。
鹿港仕紳收到信後，開了一場市民大會。黃小二、黃五味、許貓賀、許任等人主張，應主動邀請對方，否則作戰一定會不利；蔡德芳以及其它郊商則持反對立場。但黃姓擅自遣人引導黃丕建進入鹿港泉郊會館，所有仕紳、富商全都逃跑，不與其會面。黃丕建跟隨戴軍在米市街搶劫當鋪；百姓大嘩，爭出殺賊，爆發鹿港聯庄戰役之中的第一次戰役。

#### 第二次戰役
四月，起事首領陳弄率眾攻打鹿港。戴軍分成三路進攻，蔡德芳與林清源、蔡媽胡、黃季忠率領壯丁抵禦，敵軍潰敗。後來，台灣鎮總兵曾玉明曾任命蔡德芳、林清源以及蔡媽胡辦理總局，抽厘助餉，因此蔡德芳在事件平定後被欽賜五品銜，賞戴花翎。

### 重修元清觀

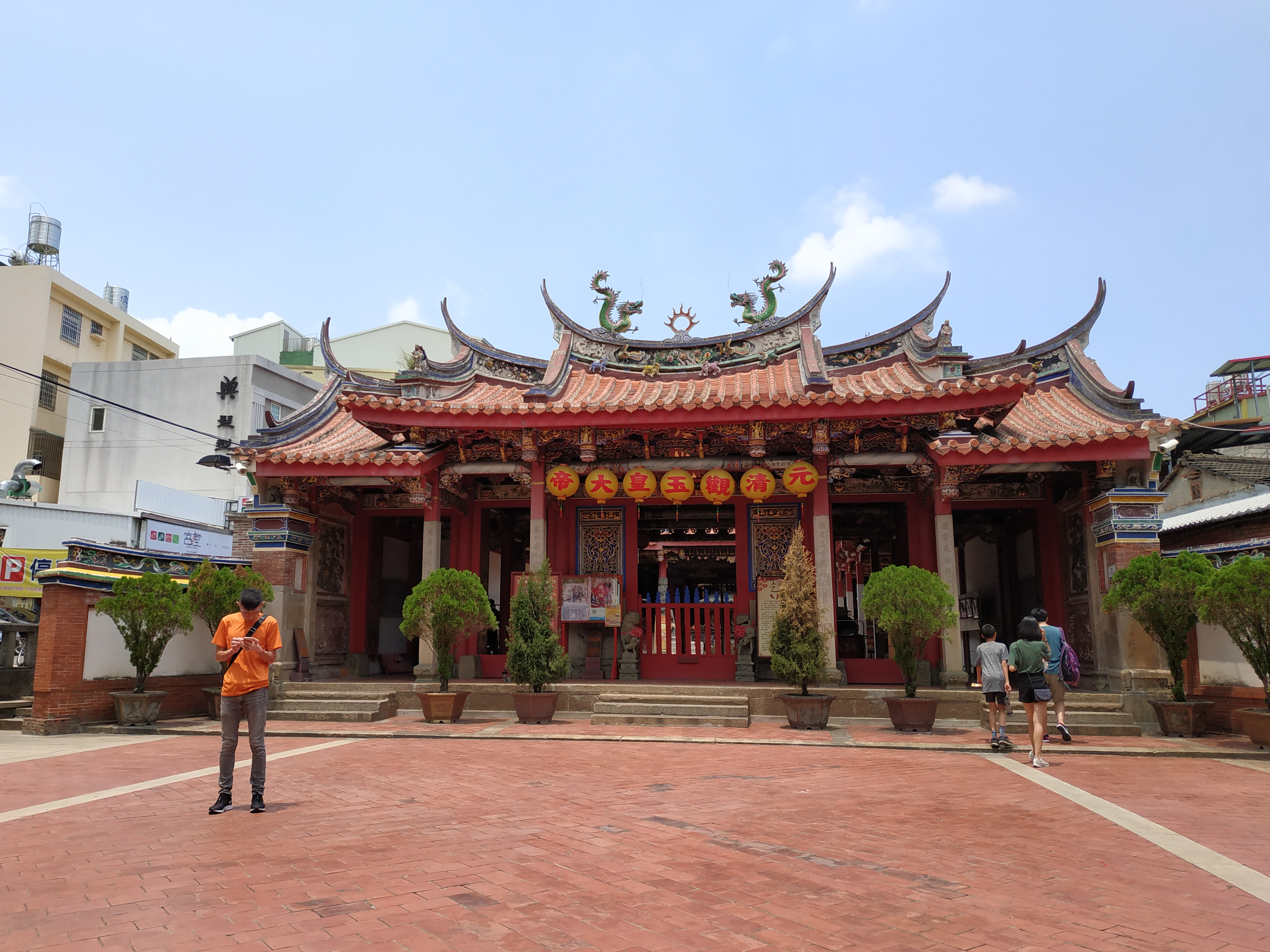
彰化元清觀正面照。蔡德芳等人於1866年重修此廟

同治五年（1866年），與職員陳元吉、貢生世振治等倡議重修彰化元清觀，由監生楊祥光進行重修工程，但並未竣工。後由貢生張昭彩、職員莊瓊輝再度捐修此廟。蔡德芳在廟內留有「極建其中用錫生靈歸福範」、「恩叨無外欽崇典禮答神光」之柱聯。

### 參與地方事務

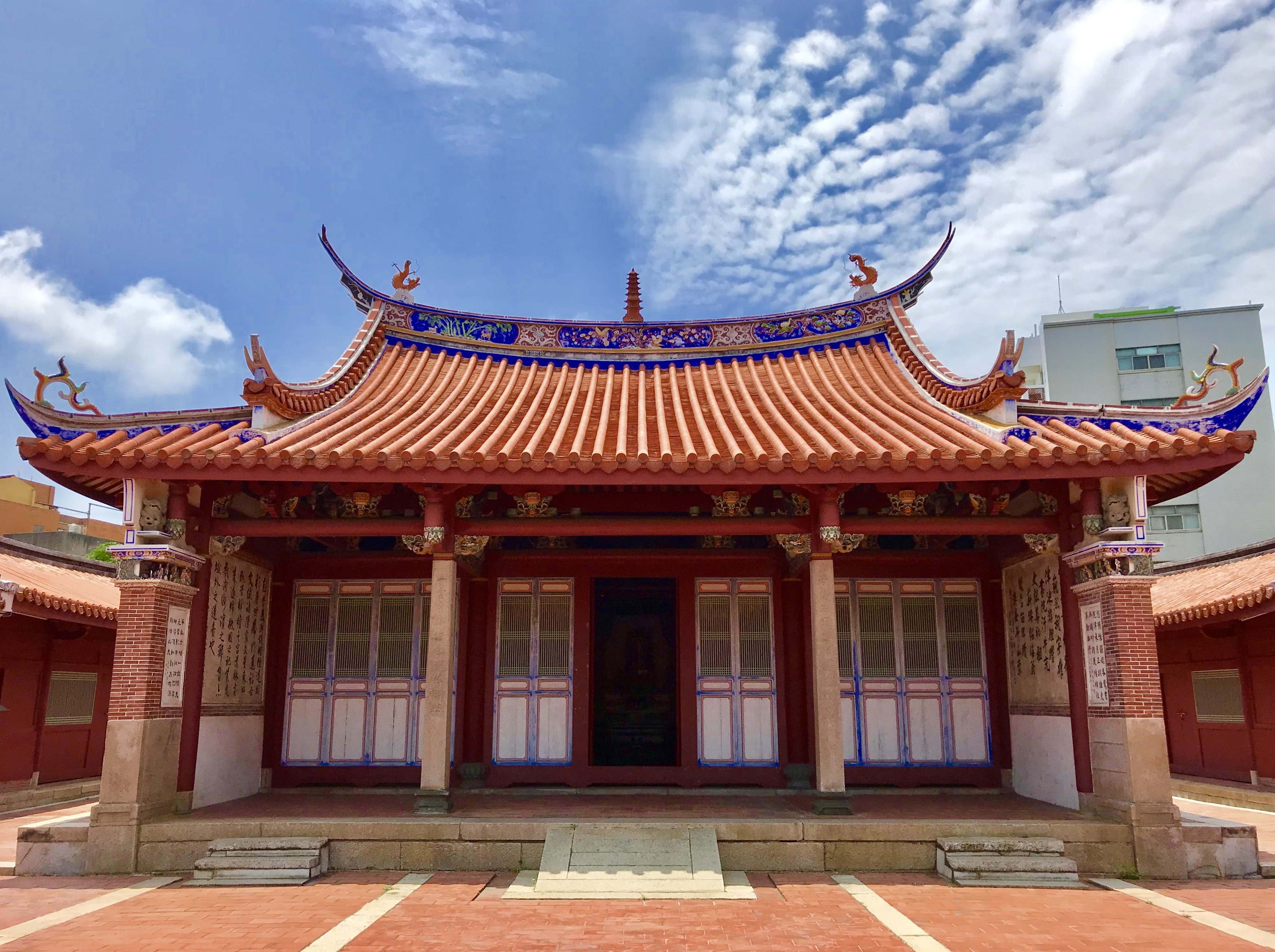
文開書院一景，蔡德芳曾於此處掌教

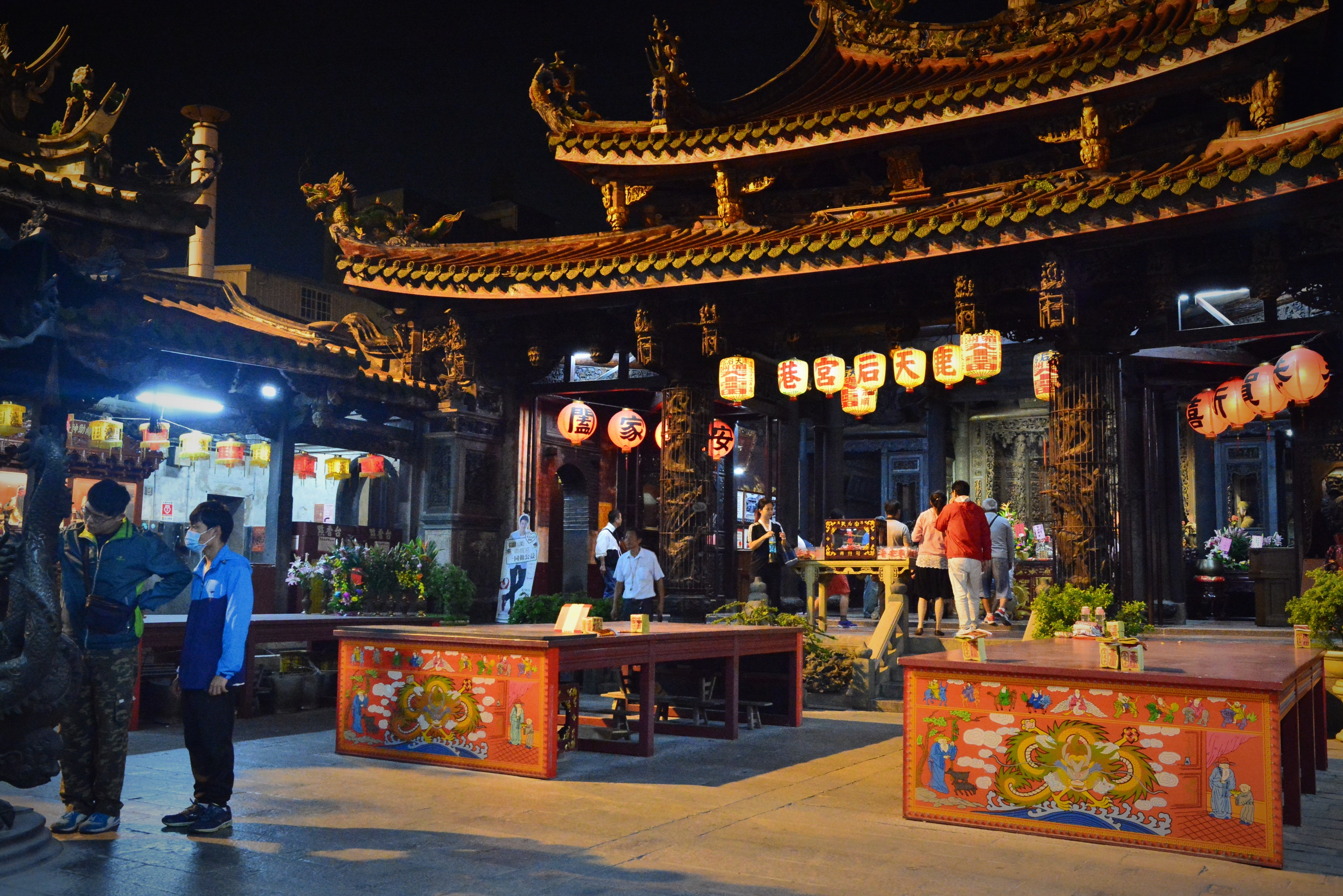
鹿港天后宮正殿，蔡德芳於1870年重修此廟，並擔任總理

同治八年（1869年），應鹿港同知孫壽銘之邀，主講文開書院。同治九年（1870年），倡修鹿港天后宮，並擔任總理一職。同治十一年（1872年），撰寫「重造利濟橋碑記」，翌年撰寫「重修鹿港天后宮碑記」。

### 考取進士
同治十三年（1874年），中進士，殿試位列第三甲七十九名，以安徽即用縣任用，因種種原因並未上任。光緒五年（1879年）任命為廣東鄉試同考官，任期滿後回歸鹿港，再度主掌文開書院與白沙書院兩間書院，丁壽泉為其學生。當時，鹿港街上相當流行此一句子：
|  | 本身蔡德芳（鹿港進士同治十三年） 女婿林啟東（嘉義進士光緒十二年） 學生丁壽泉（鹿港進士光緒六年） 後生蔡穀元（彰化縣學拔貢光緒十一年） |

光緒六年（1880年）補廣東新興縣知縣，光緒十年（1884年），因母親去世而卸任。

### 倡捐彰化節孝祠

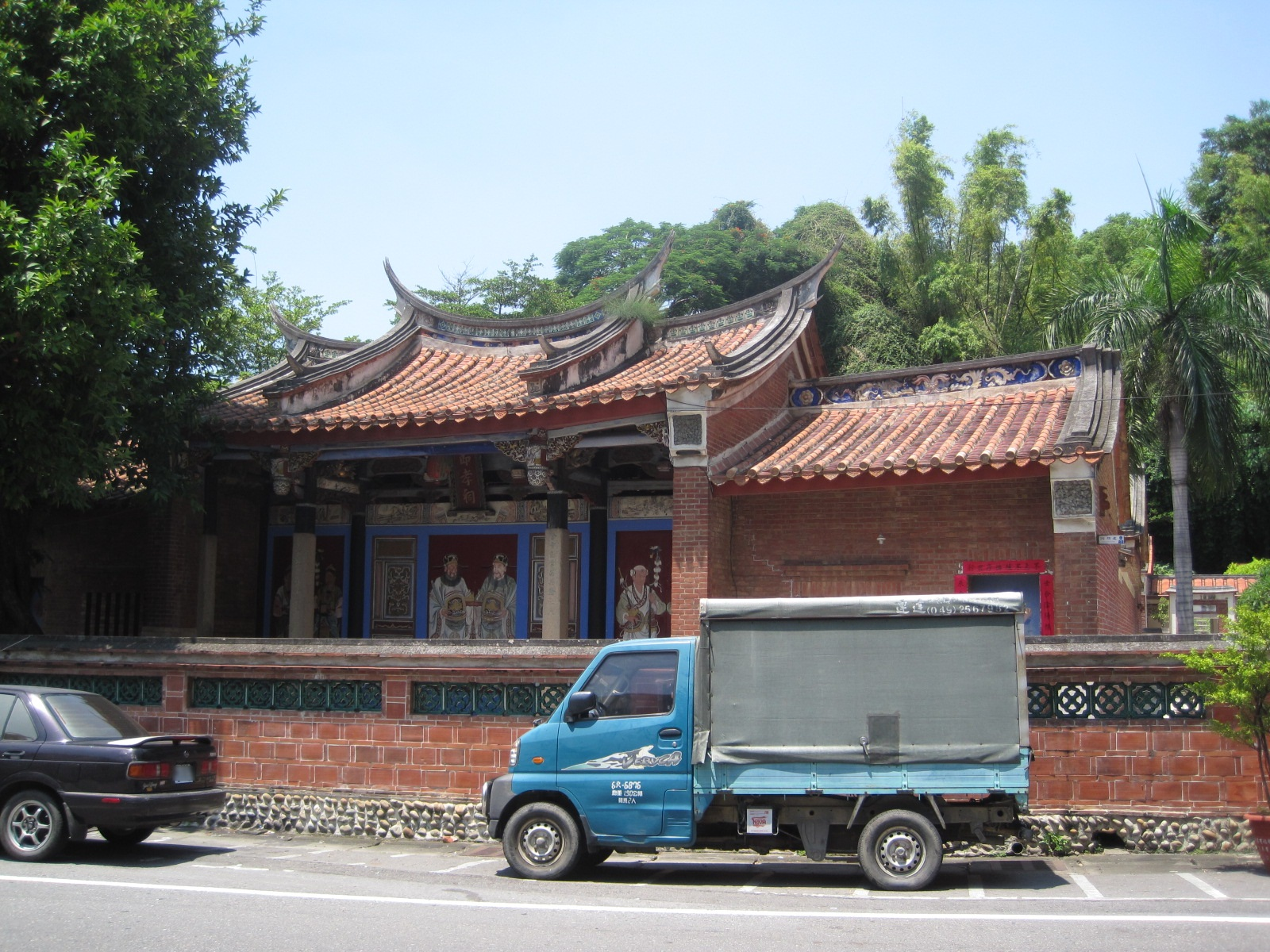
彰化節孝祠是由蔡德芳以及吳德功所倡捐

同治十二年（1873年），蔡德芳與拔貢生林淵源採訪120名節婦，光緒十二年（1886年），文人吳德功偕同丁壽泉、訓導劉鳳翔採訪160名節婦。之後，臺灣府知府程起鶚、陳文騄、彰化縣知縣李嘉棠，命令建祠。蔡德芳與吳德功曾倡捐、主事吳鴻藻、職員呂賡虞亦曾參與發起。

### 「建省會於鹿港議」
光緒十三年（1887年），台灣巡撫劉銘傳有意於台灣中部建立省會。此消息一傳出，彰化、鹿港仕紳希望能讓已沉寂許久的貿易再度繁榮，而以蔡德芳為首，加上職員鄭茂松、吳朝陽、吳恩波，舉人莊士勳、黃玉書、黃煥奎
訓導劉鳳翔、鄭景奇、吳鴻賓、廩生吳德功等22名仕紳，共同聯署「建省會於鹿港議」，說：
竊台灣建省，近複蒙欽憲下駐，帶率員紳就彰屬內周歷相度，擇建省垣；遠近聞風，爭相頂祝，何事多生末議！顧念山川形勝，非耳目所能遽周；原隰詢謀，即芻蕘亦所不棄。爰敢僉據所知所聞，略舉謹陳巔末。台灣一島孤懸，南北綿亙千餘里；東盡橫山，西臨瀚海。重以土浮民靡，動輒生變；無事則耕漁亦足相安，有事則請兵籌餉，在在仰需內地。伏思開台之初，建設郡、廳、縣多從海口，意殆為是。獨嘉義一縣城離海稍遠，每遇揭竿，四面受困；歷徵前事，可為寒心！至如彰化城，西離鹿港，不過十餘里。其奈東延內山、平洋遼闊，伏莽滋擾；兼之溪多林雜，防禦難施。即如同治元年戴逆自內一發，城池立陷；城之西面只一橋被斷、一竹圍被踞，雖內地大兵數千接屯鹿港，經年莫能前進。洎乎南北大兵夾擊，收複後猶爭。爰乾隆年間貴西道趙翼議移彰城於鹿港之說，懇恩入告，事雖未行；要其大意，總以設城距海越近越是也。今當盛朝，威靈震迭，欣荷欽憲撫臨此邦，營建省會；從此添兵足餉，重權鎮攝，全台托庇，萬萬不至慮此。第聖人有言：「處常固當思變，謹始乃以慎終」。如果台灣得蒙建省，省會必歸彰界；當謂重衛居中，藉可控制乎南北內外，誠我台陽千百年不易之宏規也。然恐前議縣城移近於海者，今或將省城轉而設於近山。萬一地方有警，一溪扼險，萬兵莫近；似乎咫尺先不能通，何論南北內外！此尤大勢之不可不籌者也。至於來龍之歸宿、海道之引通，或擇其新地而深謀遠慮，或仍其舊城而事半功倍；欽憲明見萬里，斟酌自有權衡，無庸芳等多贅也。且事關奏聞，是非下士所能置辯。唯既生長於斯，見聞頗熟；抱此區區，又不能坐受「知而不言」之咎。爰敢瀝據歷來大局情形，附繪彰化舊城來龍宿脈圖說一紙，懇乞轉詳。
此文由李嘉棠轉呈至劉銘傳，但卻立即於1887年四月二十一日遭到駁回，理由為：「鹿港瀕海，地勢低下，水口沙淺，不能泊船；該紳士蔡德芳等忽請建立省城，非為控制全台起見，特為本地貿易起色耳。統論全台局勢，豈有棄中、南、北、前、後三千里地方，獨重鹿港一鎮之理！如以鹿港傍海易守，不致四面受敵；何以福建省城不立於長門、江蘇省城不立於吳淞？查該紳士等始議建省必就彰化縣城，繼又稟在大墩地方，稟請於鹿港建省，侈然自大，隨意指陳，直視臺灣地方只有鹿港一鎮最重，臺灣仕紳亦只有鹿港最大，殊屬荒謬，……所有蔡德芳等稟請建省鹿港，為私忘公，應毋庸議。」

### 施九緞事件
光緒十四年（1888年）施九緞事件爆發，官員周長庚差使吳德功專信到鹿港，告知官軍不攻打鹿港，請蔡德芳、許士昆等人到彰化與布政使沈應奎見面，他當面指出整起事件其實是由彰化縣知縣李嘉棠所激。李嘉棠之後向吳宏洛請攻鹿港。吳宏洛即將發兵開戰，蔡德芳秉燭危坐，達旦不寐，安定民心。之後沈應奎設立保安總局，聘請蔡德芳、吳景韓、吳鴻賓、劉鳳翔以及吳德功等人辦理善後事宜。而李嘉棠賄賂官員，誣告蔡德芳等人包庇歹徒，二十二日己巳，巡撫劉銘傳拘留周長庚，並提蔡德芳、游擊鄭榮、貢生施家珍、廩生施藻修、廩生吳景韓等人到官衙集訊。

### 逝世
光緒十六年（1890年），蔡德芳與晉江友人蔡醒甫、彰化吳德功、黃如許等人在彰化創立詩社「荔譜吟社」，以拈題賦詩為活動，與南部「斐亭鐘會」、北部「牡丹詩社」，是當時臺灣非常著名的詩社，其詩鐘作品曾於與會中得獎。
1895年，日本與大清帝國簽訂馬關條約，宣布台澎地區割讓給日本。蔡德芳不願接受異族統治，因此舉家前往泉州隱居，1899年，蔡德芳逝世。

## 遺著
蔡德芳留存至今的作品不多見，目前所見最完整的一篇文章是他為吳德功《戴施兩案紀略》一書所作的序文，寫道：
戴萬生作亂三年，台灣道、鎮皆殉難。知府洪毓琛亦積勞病故。爾時，北至大甲，南至嘉義，地方盜賊蜂起，官軍南、北、中三路進剿，始克蕩平。其害較烈於林爽文。
德功弱冠時，親見其事，每筆之於書。至光緒甲午，全台纂修通志；功忝與其役。爰取林卓人「東瀛紀事」閱之，所載北路攻剿之事甚詳，篇中略採之。但其書各處爭戰，自為紀略，未合於志書之體，故仿綱目之例，自作亂以至平定，因年系月、因月系日，庶牟尼一串，了如指掌。且戴、林二逆作亂，始於彰化，而曾鎮在鹿港招撫義民，白沙坑二四莊、快官三十五莊、線西加寶潭莊、武東牛㸵嶺戰事多闕。故就所見、所聞，並採「陳陶村詩稿」所載三忠以及丁觀察曰健「治台必告錄」所紀斗六等處殉難人員官銜姓氏纂輯其中。其間草莽效忠之殉難義民、積勞病故之員弁，准建入昭忠祠者，附載於下卷。庶忠臣義士不至與草木同腐矣。

乙未以後，書籍多散佚，此稿幸得猶在，竊恐過此以往，搢紳先生莫能道其軼。爰亟登之，以俟輶軒採訪焉。若雲問世，則僕豈敢！
另外，吳德功所著的《瑞桃齋詩話》曾摘錄「荔譜吟社」舉辦詩鐘活動時，兩聯蔡德芳在當時的與會之作，題曰「雲水」嵌第六字，「一輪玉輾舂雲碓，萬斛珠波掛水廉」，「萬事付之流水去，一肩挑卻暮雲歸」。而蔡德芳也為吳德功《磺溪吳氏家譜》所作序文，以及為鹿港武進士許肇清、清水舉人蔡鴻猷撰寫墓誌銘。光緒二年（1876年），與貢生施家聲，獻「流水前身」匾額給六合境清水寺。今泉州金井鎮岩峰村內的西資岩寺尚保存著其楹聯，內文為「西佛千年來福地，資生萬物灑慈心」；晉江永和鄉垵内村七寶堂內的楹聯「列石為屏，蹲成虎豹；横紗作案，伏盡龜蛇」，也是他的手跡。